# Listă de actori maghiari
Aceasta este o listă de actori maghiari:

Cuprins: Început - 0–9 A B C D E F G H I J K L M N O P Q R S T U V W X Y Z

## A
- Sándor Abday
- Erzsébet Ádám
- Gábor Agárdy
- Andor Ajtay
- Nándor Alapi
- Constantin Anatol
- Ernő Andai
- Péter Andorai
- Eve Angel
- Imre Antal
- Nimród Antal
- Oszkár Ascher

## B
- András Bálint
- Ágnes Bánfalvy
- Ferenc Bessenyei
- Gizi Bajor
- Anna Báró
- Gyula Bartos
- Gyula Benkő
- Gyula Bodrogi
- György Bárdy
- Ildikó Bánsági
- István Bujtor
- Imre Bajor
- Juli Básti
- József Bihari
- Kati Berek
- Lajos Balázsovits
- Ilona Béres
- Margit Bara
- Samu Balázs

## C
- Eszter Csákányi
- Gyula Csortos
- György Cserhalmi
- Ágnes Csomor
- Sándor Csányi
- Teréz Csillag

## D
- Alfréd Deésy
- Iván Darvas
- Kata Dobó

## E
- Enikő Eszenyi
- Gábor Egressy
- Sandor Elès
- Károly Eperjes

## F
- Iván Fenyő
- Emil Fenyvessy
- Sári Fedák

## G
- Dezső Garas
- Gyula Gózon
- Hilda Gobbi
- János Gálvölgyi
- János Görbe
- László Gálffi
- Miklós Gábor
- Márton Garas
- Nóra Görbe
- Zita Görög
- Antos Gémes

## H
- Frigyes Hollósi
- Gábor Harsányi
- Géza Hofi
- Hanna Honthy
- Judit Hernádi

## J
- Jenő Janovics
- Joli Jászai
- Pál Jávor

## K
- Flóra Kádár
- Iván Kamarás
- Katalin Karády
- András Kern
- Attila Kaszás
- Ferenc Kállai
- Gyula Kabos
- Manyi Kiss
- Róbert Koltai
- Juci Komlós
- Gábor Koncz

## L
- Róza Laborfalvi
- Kálmán Latabár
- Zoltán Latinovits
- Ila Lóth

## M
- Gábor Mádi Szabó
- József Madaras
- Károly Makk
- László Márkus
- Margit Makay
- Mária Mezei
- Tamás Major
- Tibor Molnár
- Zoltán Makláry
- Ági Mészáros
- Tamas Menyhart

## O
- Lajos Őze

## P
- Antal Páger
- Ilka Pálmay
- Irma Patkós
- Sándor Pécsi

## R
- Gábor Reviczky
- Kálmán Rózsahegyi
- Éva Ruttkai

## S
- Catherine Schell
- Roland Selmeczi
- László Sinkó
- Imre Sinkovits
- Artúr Somlay
- Imre Soós
- András Stohl
- Gyula Szabó
- Sándor Szabó
- Ádám Szirtes
- Eva Szorenyi

## T
- Elemér Thury
- Géza Tordy
- Klári Tolnay
- Mari Törőcsik

## U
- Dorottya Udvaros
- Tivadar Uray

## V
- Ilus Vay
- Miklós Vig
- Vera Venczel

## Z
- Ferenc Zenthe
- Zoltán Zubornyák